# Jaime III da Escócia
Jaime III (10 de julho de 1451 – 11 de junho de 1488) foi o Rei da Escócia de 1460 até sua morte. Foi um monarca impopular e ineficiente principalmente por não estar disposto a administrar o país de forma justa, por procurar uma política de aliança com a Inglaterra e por relações desastrosas com quase todos os membros de sua família. Entretanto, foi através de seu casamento com Margarida da Dinamarca que as ilhas de Órcades e Shetland tornaram-se parte da Escócia.
Sua reputação como o primeiro monarca renascentista da Escócia é algumas vezes exagerada, baseado em ataques contra Jaime de crônicos posteriores dele ser mais interessado em atividades como música do que caçar, cavalgar e liderar seu país para a guerra. Na realidade, o legado artístico de seu reinado é pequeno quando comparado aos seus sucessores Jaime IV e Jaime V.

## Apreciação
Monarca fraco, enfrentou duas rebeliões porque falhou ao obter respeito da nobreza. Recebeu a coroa aos nove anos, com a morte de seu pai, James II.
Maria de Gueldres,[carece de fontes?] sua mãe, governou a Escócia como regente até sua morte, em 1463. Outros regentes foram o bispo de St. Andrews, James Kennedy, e um grupo de nobres liderado pela família Boyd de Kilmarnock, que se apoderaram do rei em 1466.

## Dados biográficos iniciais
Nasceu, filho primogênito, no castelo de Stirling em 10 de julho de 1451 e morreria  assassinado, estando sepultado na abadia de Cambuskenneth em Stirling. Desde o início, foi peça na luta pelo poder entre seus regentes. Sua mãe foi regente até morrer. O Bispo de Sto. André, James Kennedy, era então o Guardião do país, e aparentemente desempenhava suas funções melhor do que o Rei, ao assumir o comando por sua maioridade. O Conde ou Earl of Angus era o tenente-general. O letrado e humanista Archibald Whitelaw foi seu tutor, e se tornou secretário real durante todo seu reino, e nele inspirou amor à cultura e uma piedade sincera. Em 1456 começou a dominar o governo Sir Alexander Boyd, e sua menoridade foi marcada então pela expansão do poder dessa família até 1466. O filho de Lord Boyd, Tomás, foi feito conde ou Earl of Arran e casou-se com Maria, a irmã do Rei.
A ameaça exterior vinha da Inglaterra, pelo que havia sido assinada uma trégua com seu rei Eduardo IV. Quando Maria de Gueldres morreu em 1463, os Boyd, família poderosa, eram os conselheiros do rei e Tomás ajudou no casamento do próprio rei. Em 1469 o Parlamento condenou os Boyd.

## Governo
Em 1469, James começou seu próprio governo. Casou-se com a princesa Margareth da Dinamarca, filha do rei Christian I da Dinamarca e Noruega. Seus problemas internos continuavam, pois seus irmãos, Alexander Stewart, Duque de Albany e John Stewart, Conde ou Earl of Mar, conspiravam contra ele e foram presos sob a acusação de conspiração contra o rei em 1479. Muitos aristocratas começaram a pensar no que lhes sucederia se um príncipe do Reino podia ser morto. Albany fugiu do castelo em Edimburgo para a Inglaterra onde foi acolhido por Eduardo IV.
A partir de 1480 começou a desvalorizar a moeda, estigmatizada como dinheiro preto. Seus esforços entre 1471 e 1473 para começar campanhas na Bretanha e Gueldres não prosperaram, e as tentativas entre 1474 e 1479 pela paz com a Inglaterra foram precoces. O rompimento das relações com a Inglaterra acarretou a guerra de 1480.
Em 1482 tropas inglesas invadiram a Escócia e forçaram-no a aceitar Lord Albany em seus domínios. Durante a invasão, os dissidentes nobres escoceses executaram vagarosamente os favoritos do rei, como Robert Cochrane, impopulares. James tentou se reconciliar com ele, mas como Albany continuou a tentar obter a coroa, foi exilado para a França em 1483.
Ao contrário do pai, não conseguiu restaurar um governo central forte. Negligenciou os nobres, todo interessado pelas artes, acabou fazendo de artistas seus favoritos. Sem a ajuda dos ingleses, era incapaz de acabar com revoltas.
Durante seu reinado, começou-se a produzir um registro escrito no Parlamento, mantido em livros, o que forneceu a historiadores muita informação. Uma terceira universidade foi estabelecida. Jaime se interessava muito por comércio, navios, moeda, artilharia, música e arquitetura e poderia ter introduzido uma nova era mas lhe faltava o elemento básico, força em sua personalidade.
A partir da morte da esposa, em 1486, Jaime passou a viver isolado no Stirling Castle, entre rumores de que mantinha um caso homossexual com seu favorito, John Ramsay.
Jaime teve outro desafio ao trono que foi mais sério que o de seus irmãos. Os senhores escoceses se mostravam horrorizados com sua bissexualidade. Jaime se tornou cada vez mais impopular, pela quantidade de favoritos em sua corte. Entregava-lhes donativos em dinheiro e presentes importantes, inclusive terras. O que pode ter sido a desculpa que os magnatas precisavam - além de suas preferências sexuais, havia seu controle pouco eficiente da lei e da ordem. Procurando vingança, os magnatas convocaram um encontro numa igreja ds vizinhanças quando o exército estava acampado em Lauder. Durante o tal encontro clandestino, irrompeu Robert Cochrane, o favorito do momento, suntuosamente vestido e os magnatas se enfureceram. Um agarrou o colar de ouro de Robert, outros o agarraram por sua roupa e o amarraram. De início, Cochrane pensou se tratar de uma brincadeira, e depois percebeu que o queriam fazer mal. Alguns nobres foram à tenda do rei, capturaram-no com outros favoritos.  Enrolaram cordas no pescoço de Cochrane, e este, quando percebeu se tratar de assunto sério, corre a história de que teria pedido que usassem uma corda de seda… Não houve piedade e todos, menos o rei, acabaram arrastados para a ponte de Lauder e enforcados.  James ficou preso no castelo de Edimburgo durante três meses.
Libertado,  voltou logo a seus antigos hábitos e reuniu outros favoritos. Sem poder tolerar mais o rei, os nobres declararam guerra ao rei. Declararam-no indigno de governar. Jaime tinha novo amigo, John Ramsay, e lhe deu um condado, para desgosto e nojo dos magnatas.  Estes levaram o assunto ao jovem Príncipe Jaime, de 15 anos. O qual aceitou apoiá-los, desde que não prejudicassem seu pai.
Na batalha resultante, em 11 de Junho de 1488, Jaime III fugiu, mas caiu do cavalo. Foi levado para uma estalagem das vizinhanças. Quando voltou a si, perguntado quem era, respondeu que tinha sido o rei até de manhã… O moleiro escapou correndo e pedindo um padre para o rei. Entrou um homem, alegando ser o padre, inclinou-se sobre o rei e lhe perguntou se seus ferimentos eram mortais. O rei respondeu que não, mas queria se confessar e receber o perdão. E o estranho apunhalou Jaime no coração, gritando: «Isto dará seu perdão!» Escapou sem que se descobrisse de quem se tratava. O Rei ainda não 37 anos quando morreu em 1488 em Sauchieburn, arredores de Stirling.
Jaime IV a vida inteira se culpou de sua parte na morte do pai na guerra civil, ou rebelião, dos lairds da fronteira.

## Casamento e posteridade
Casou-se em julho de 1469 com Margarida da Dinamarca ou de Oldemburgo  (1456-1486), filha de Cristiano I, Rei da Noruega, Suécia e Dinamarca, e de Doroteia, a irmã do Rei João da Dinamarca (1455-1513), ambos filhos de João, marquês de Brandemburgo (1426-1481). Tiveram três filhos. Parte do dote da noiva consistia nas ilhas Orkney e nas Shetlands, dadas como garantia, pois seu pai era pobre. Como o dinheiro do dote nunca apareceu, as ilhas Orkney e Shetland passaram a pertencer à Escócia. Quando Tomás Boyd voltava da Dinamarca com a esposa do rei, corria perigo de ser preso, como Boyd. Sua esposa Mary Stewart foi ao encontro do navio que os trazia e avisou ao marido Tomás, e fugiram para a Dinamarca.
Filhos:
- 1 - Jaime IV (1473-1513), Rei em 1488.
- 2 - Jaime Stewart (1476-1504) Duque de Ross em 1488, Arcebispo de Saint Andrews em 1481.
- 3 - Joâo Stewart (1479-1503) Conde (Earl) de Mar.